# Cadogan Place

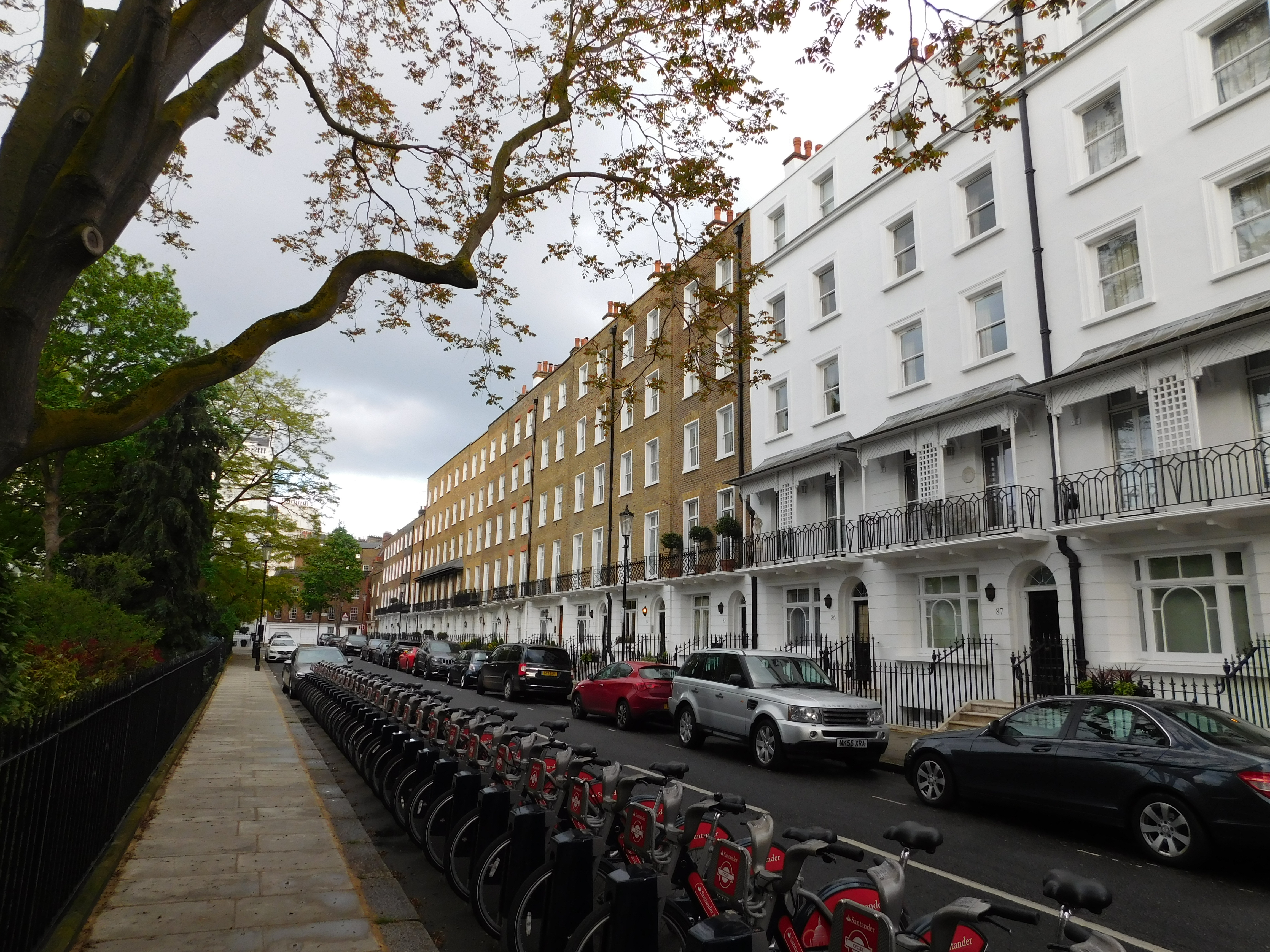
70–90 Cadogan Place (2017)

Cadogan Place ist eine Straße in Belgravia, London. Sie ist benannt nach Earl Cadogan und verläuft parallel zur südlichen Hälfte der Sloane Street. Sie gibt ihren Namen auch den ausgedehnten Cadogan Place Gardens, einer privaten kommunalen Gartenanlage, die den Bewohnern der Straße dient. Sie gehört Cadogan Estates.
Cadogan Place gilt als Teil von Prime Central London, einem Gebiet mit hohen Grundstückspreisen, das bei  ausländischen Käufern beliebt ist, besonders bei solchen aus dem Nahen Osten und China. Der durchschnittliche Wert eines Anwesens am Cadogan Place wurde 2020 auf £5 Millionen geschätzt; wobei Etagenwohnungen für durchschnittlich £3,1 Millionen und Reihenhäuser für durchschnittlich £11,1 Millionen verkauft wurden.
Die Häuser 21–27, 28–33, 34–69, und 70–90 Cadogan Place sind gelistet im Grade II der National Heritage List for England, ebenso die beiden Poller vor 70 Cadogan Place mit der Inschrift 'Hans Town 1819'. Die drei Hektar große kommunale Gartenanlage, bekannt als North bzw. South Gardens, ist auch im Grade II eingestuft, nämlich im Register of Historic Parks and Gardens. Das Carlton Tower Hotel  liegt am nördlichen Ende des Cadogan Place. Das Hotel grenzt im Westen an die Sloane Street und wird nach Norden durch die Pont Street geteilt. die in Ost-West-Richtung vom Cadogan Place zur Sloane Street führt. Die östliche Seite des Cadogan Place definiert sich durch die lange Reihenhauszeile, die zu Beginn des 19. Jahrhunderts entstand.
Der Nordteil der Gartenanlage wurde 1806 durch Humphry Repton gestaltet. Repton legte gewundene Wege an und schuf durch Grabungen Buckel und Mulden. Darunter wurde in den 1970er Jahren eine Tiefgarage gebaut. Die Gartenanlage verfügt über Rosenbeete und Gebüsch und ein Sommerhaus. Eine Bronzeskulptur mit zwei Figuren von David Wynne befindet sich im nördlichen Garten.

## Literarische Bezüge
Charles Dickens schrieb über den Cadogan Place in seinem 1839 erschienenen Roman  Nicholas Nickleby. Cadogan Place ist die Adresse von Fanny und Robert Assingham in Henry James’ Spätwerk The Golden Bowl.

## Bekannte Bewohner
- No. 18 war das Elternhaus von Lord Alfred Douglas, dem Schriftsteller und Dichter und Liebhaber von Oscar Wilde.[12]
- No. 44 war die Wohnung des Abolitionisten William Wilberforce in den letzten zehn Tagen seines Lebens.[13] Er starb hier am 29. Juli 1833. Das Haus wurde vom London County Council 1961 mit einer Blue Plaque versehen.[14]
- No. 52 war Geburtshaus, Elternhaus und Londoner Wohnhaus von Harold Macmillan (1894–1986), der britische Premierminister zwischen 1957 und 1963.
- No. 79 ist das damalige Wohnhaus von Lord und Lady Colin Campbell, die 1886 das viktorianische London durch ein Aufsehen erregendes Scheidungsverfahren beschäftigten.
- No. 30 war das Wohnhaus des Herrenausstatters und Kunstsammlers Wynne Ellis, Stifter von Gemälden ür die  National Gallery.
- Dorothea Jordan, Schauspielerin und Kurtisane und die Geliebte und Begleiterin des späteren Königs William IV. Ihr Wohnsitz ist seit 1975 vom London County Council mit einer Blue Plaque markiert.[15]
- Zachary Macaulay und seine Frau Selina Mills lebten in der Straße von 1818 bis 1823
- Lieutenant-General Herbert Taylor, erster Private Secretary to the Sovereign